# Erika Brown (Curlerin)
Erika Lynn Brown (* 25. Januar 1973 in Madison, Wisconsin) ist eine US-amerikanische Curlerin. 
Ihr internationales Debüt hatte Brown bei den Olympischen Winterspielen 1988 in Calgary, sie blieb aber ohne Medaille. 1992 gewann sie bei der Juniorenweltmeisterschaft in Oberstdorf mit der Silbermedaille ihr erstes Edelmetall. 
Brown spielte als Third der US-amerikanischen Mannschaft bei den XVIII. Olympischen Winterspielen in Nagano im Curling. Die Mannschaft belegte den fünften Platz.

## Erfolge
- US-amerikanische Meisterin 1995, 1996, 1999, 2002, 2004, 2010
- 2. Platz Weltmeisterschaft 1996, 1999
- 2. Platz Juniorenweltmeisterschaft 1992, 1994
- 3. Platz Juniorenweltmeisterschaft 1993